# 海獅
海狮是屬於海獅科的海洋哺乳類動物，統合為海獅亞科。

## 特徵
耳朵小；紡錘狀般的流線身體，可在水中靈活運動，前后肢呈鳍状、后肢能转向前方以支持身体，以及能夠利用鳍足在平地上走動；身体被有粗毛；雄性长2.5-3.25米，随种类而异，雌性较小；有外耳廓（相對於沒有外耳廓的海豹科）。因为有的种类雄性海狮颈部有长毛似狮，故名。
多數人易將海獅、海豹和海象搞混，但這3種動物分辨方式簡單，有著小小外露的耳朵是海獅；沒有外露耳朵是海豹；體型巨大，有長長獠牙的是海象。海狮体型较小，体长一般不超过2米。北海狮为海狮科最大的一种。雄性体长310-350厘米，体重1000千克以上。雄性成体颈部周围及肩部生有长而粗的鬃毛，体毛为黄褐色，背部毛色较浅，胸及腹部色深。雌性体色比雄兽淡，没有鬃毛。面部短宽，吻部钝，眼和外耳壳较小。前肢较后肢长且宽，前肢第一趾最长，爪退化。后肢的外侧趾较中间三趾长而宽，中间三趾具爪。
南美海狮深灰色，雌性和多数未成熟个体体色多样，颈和背部多为灰色，但有些毛尖部白色，使其呈银灰色，腹部淡黄。具外耳壳。头骨颅基长25.5厘米，额部平，吻中长，鼻长3.8厘米，腭部宽，齿列平行，齿冠三尖或单尖。雄性体长1.2米，体重120-200千克，雌性体长1.4米，体重40-50千克。
体型纺锤状；牙齿与陆栖食肉兽相似，但犬齿、裂齿等分化不明显；肢呈鳍状，大部隐于皮下，后肢遥在体的后端与发达的尾部连在一起为主要游泳器官；趾间具蹼，前肢第一趾最长，后肢第一、五两趾较中央的三趾长陆地行动较灵活。雌雄两性体型大小差别显著，雄性一般大于雌性一倍左右。

## 习性
海狮生活在太平洋東北部沿岸，例如加拿大、美國和墨西哥。海洋中，以鱼、乌贼及贝类等为食物，海狮是非常社会化的动物，它们有各种各样的通信方式。通常集群活动，有时在陆岸可组成上千头的大群，但在海上常发现有1头或十数头的小群体。白天在海中捕食，游泳和潜水主要依靠较长的前肢，偶而也会爬到岸上晒晒太阳，夜里则在岸上睡觉。除了繁殖期外一般没有固定的栖息场所，雄兽每个月要花上2-3周的时间去远处巡游觅食，而雌兽和幼仔在陆地上逗留的时间相对较多。
海狮被认为是很胆小和温顺的动物，但也出现一些对人类有攻击性的报道。在繁殖期间有较强的领地意识，雄性则更加活跃，尤其当涉及到与雌性的交配权时。
海狮以鱼类、乌贼、海蛰和蚌为食，也爱吃磷虾，有时在饥饿的时候甚至会吃企鹅。多为整吞，不加咀嚼。海狮的食量很大，所以它们大部分时间待在海里捕食食物，填饱自己的大胃口，以得到满足游泳运动的能量。为了帮助消化，还要吞食一些小石子。
科学家利用它们喜欢磷虾的特性，让海狮做起了“特约科学员”。科学家在其身上安装电子记录仪，检测海狮的游泳速度和活动范围，以此推断磷虾群的远近、大小和动态变化。

## 娱乐
海獅是動物園或水族館常見的動物，有時會接受訓練，做出如用鼻尖拋球或用鳍足拍掌的動作。